# کریس براندون
کریس براندون (انگلیسی: Chris Brandon؛ زادهٔ ۷ آوریل ۱۹۷۶) بازیکن فوتبال اهل بریتانیا است.
از باشگاه‌هایی که در آن بازی کرده‌است می‌توان به باشگاه فوتبال برافورد پارک آونیو، باشگاه فوتبال تورکی یونایتد، باشگاه فوتبال بلکپول، باشگاه فوتبال چسترفیلد، باشگاه فوتبال هادرزفیلد تاون، باشگاه فوتبال استافورد رانجرز، باشگاه فوتبال پلیس ترو، و باشگاه فوتبال برادفورد سیتی اشاره کرد.